# Mgławica Serce
Mgławica Serce (również IC 1805) – obszar H II (również mgławica emisyjna) znajdujący się w konstelacji Kasjopei w ramieniu Perseusza Drogi Mlecznej. Mgławica ta kształtem przypomina ludzkie serce. Znajduje się w odległości około 7500 lat świetlnych od Ziemi i rozciąga na niemal 200 lat świetlnych.

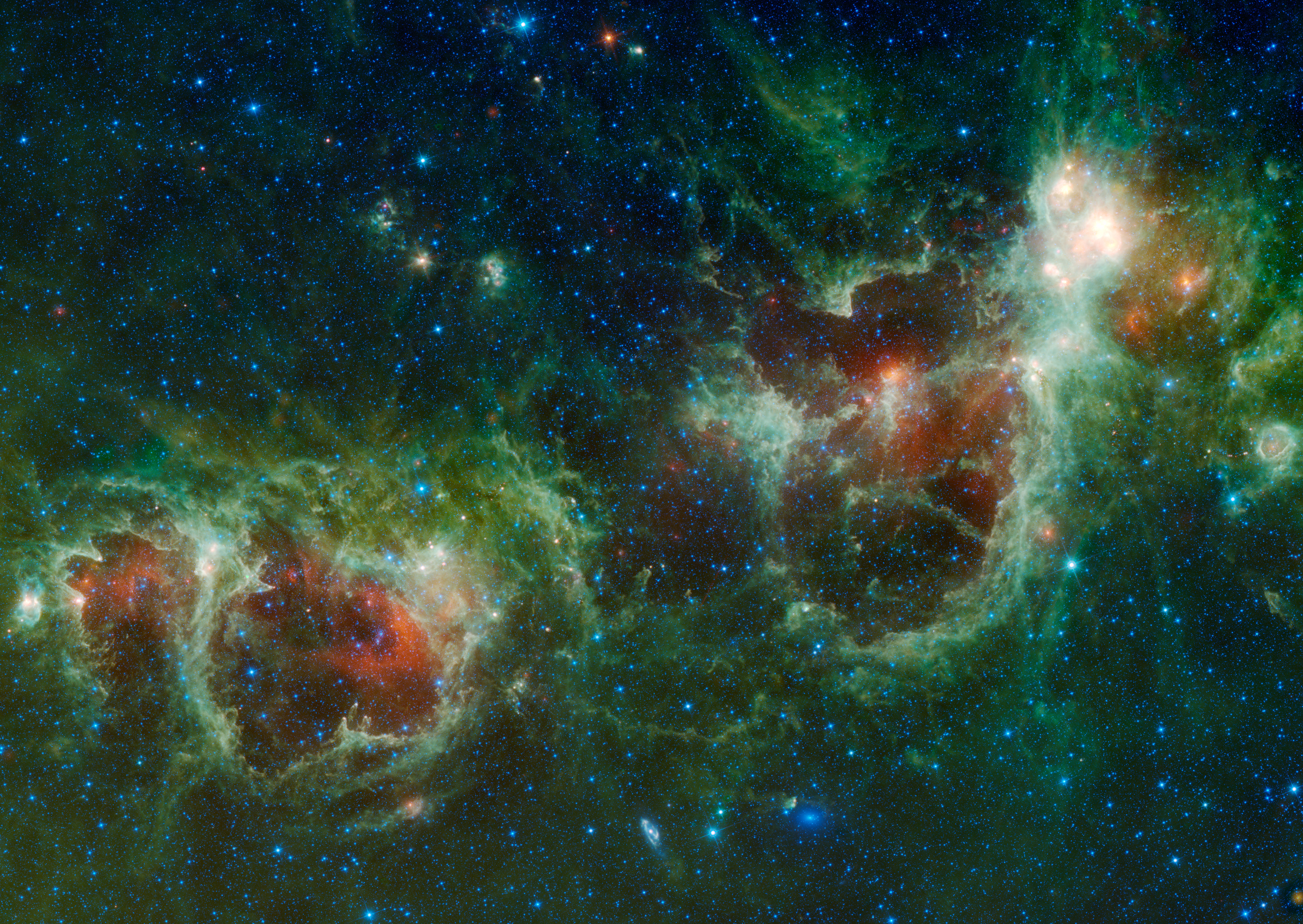
Mgławice Serce (po prawej) i Dusza, jasna mgławica w prawym górnym rogu to IC 1795. Zdjęcie w podczerwieni z teleskopu WISE

Jasne czerwone światło IC 1805 jest emitowane przez najczęściej występujący pierwiastek: wodór. Mgławica Serce jest powiązana z mgławicą Dusza (IC 1848). W samym centrum Mgławicy Serce znajduje się gromada otwarta Melotte 15. Jasna mgławica położona na północny zachód od Mgławicy Serce to należąca do tego samego kompleksu mgławicowego IC 1795.